# Roosevelt Field

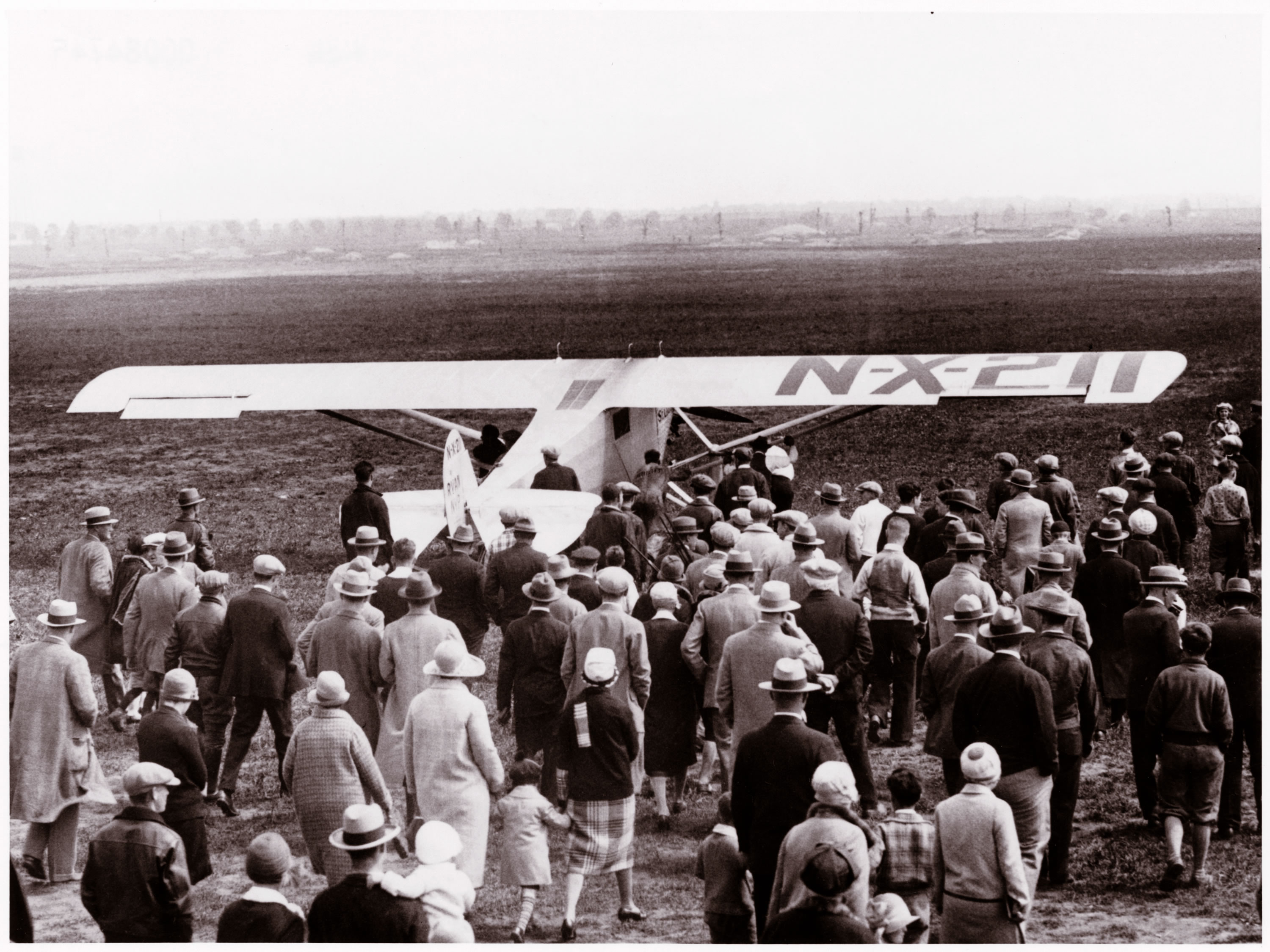
Start Charlesa Lindbergha z Roosevelt Field do pierwszego, historycznego lotu transatlantyckiego

Roosevelt Field – obszar o powierzchni ok. 400 hektarów na Long Island w stanie Nowy Jork, który na początku XX wieku stał się jednym z pierwszych lotnisk na świecie. Położone w Hempstead Plains, w centrum zwanego „kolebką awiacji” hrabstwa Nassau. Pierwszy lot z nieoficjalnie zwanego Mineola Flying Field lotniska, odbył się w 1909 roku, gdy dr Henry Walden wzbił się po raz pierwszy w powietrze pierwszym amerykańskim samolotem jednopłatowym. Mineola Flying Field – zwane też Washington Avenue Airfield – było wówczas popularnym miejscem spotkań entuzjastów lotnictwa. Do 1911 roku uzyskało nazwę Hempstead Plains Airfield – gościło wówczas organizowane prywatnie pokazy lotnicze, zaś na jego obszarze znajdowało się wówczas drewnianych 25 hangarów.

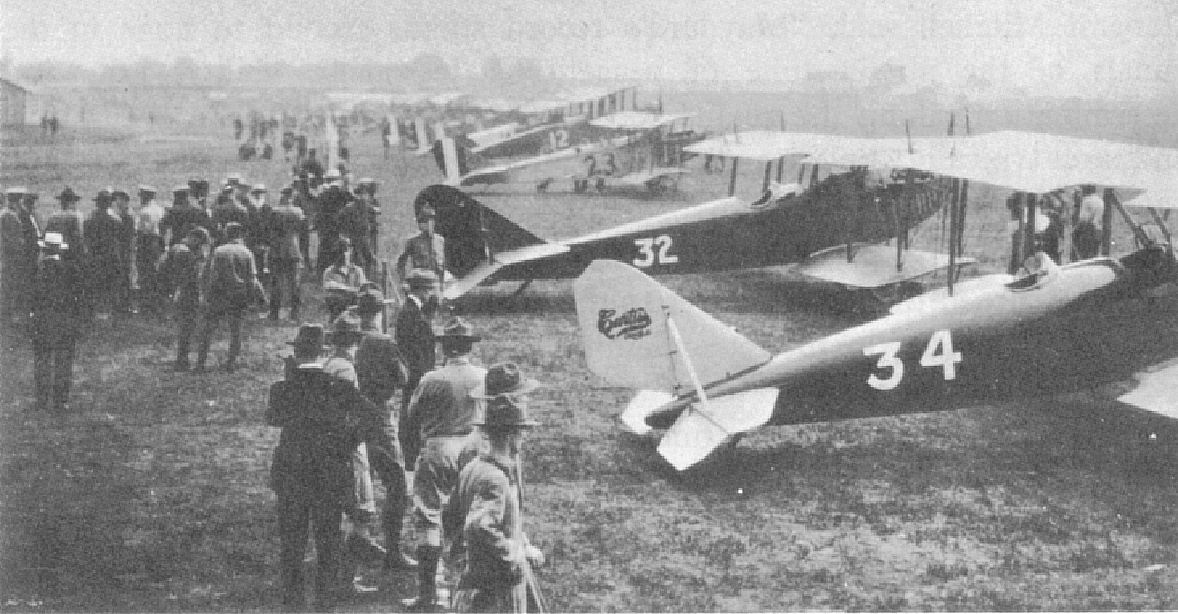
Samoloty na Roosevelt Field w okresie przed lotem transatlantyckim

Po wybuchu I wojny światowej miała tu miejsce baza armii amerykańskiej, która wykorzystywała je dla swoich szkolnych samolotów Curtiss JN-4. Roosevelt Field było wówczas jednym z wielu lotnisk na położonej w hrabstwie Nassau jedynej na wschód Appalachów prerii, gdzie korzystały z rozległej, płaskiej i niemal pozbawionej drzew przestrzeni Hempstead Plains. Lotnisko stało się też bazą dla prężnie rozwijającego się na Long Island przemysłu lotniczego, w czasie gdy wyspa stała się jego ogólno-amerykańskim centrum. W 1917 roku sam Glen Curtiss utworzył tu, wyposażone między innymi w tunel aerodynamiczny o średnicy trzech metrów przedsiębiorstwo Curtis Engineering Corporation. Tym sposobem Roosevelt Field stało się pierwszym na świecie miejscem w całości poświęconym badaniom i testom w zakresie lotnictwa. Nosiło w tym czasie nazwę Hazelhurst Field – na cześć pioniera lotnictwa Leightona Hazelhursta, który zginął w wypadku lotniczym. W 1917 lotnisko ponownie zmieniło nazwę na Mitchel Field, na cześć burmistrza Nowego Jorku Johna Mitchela, który zginął w wypadku lotniczym w Luizjanie.
W 1919 roku, na lotnisku zakończył swój rejs sterowiec szkieletowy R33, w pierwszym locie transatlantyckim z Wielkiej Brytanii, 20 maja 1927 roku z Roosevelt Field wystartował zaś Charles Lindbergh do pierwszego w dziejach udanego lotu transatlantyckiego samolotem. Krótko później natomiast Clarence Chamberlin wykonał z Roosevelt Field pierwszy transatlantycki lot pasażerski zakończony w Eisleben w Niemczech. W 1920 roku, lotnisko ponownie zmieniło nazwę na Curtiss Field, zaś z otwartego tu wkrótce Curtiss Field Airport, w ciągu kolejnych 10 lat, wystartowało stąd około 50 000 pasażerów. Było w tym czasie największym cywilnym portem lotniczym w Stanach Zjednoczonych. Ostatecznie lotnisko przyjęło nazwę Roosevelt Field na cześć Quentina Roosevelta – syna prezydenta Theodorea Roosevelta – który w 1918 roku zginął w wypadku lotniczym we Francji.
W okresie międzywojennym Roosevelt Field było miejscem na którym rozwinęło się – nieco na południe od lotniska – jedno z największych na Wschodnim Wybrzeżu lotnisk United States Army Air Forces Mitchel Air Force Base, 
W okresie II wojny światowej cywilne lotnictwo zostało zmuszone do przeniesienia się w inne miejsca, po jej zakończeniu natomiast, nigdy już nie powróciło na Rosevelt Field w dawnej skali. W dużej mierze dzięki konkurencji lotnisk w Nowym Jorku, jak North Beach Airport (później LaGuardia), a także przez zwiększoną urbanizację hrabstwa Nassau i rozrost Garden City. 31 maja 1951 roku lotnisko zostało oficjalnie zamknięte. W 1956 roku, na jego części powstało największe na Long Island, a drugie co do wielkości w stanie Nowy Jork centrum handlowe, pod nazwą Roosevelt Field Mall.